# Pierre Laclède
Pierre Laclède est un négociant français, né le 22 novembre 1729 à Bedous (Béarn, actuellement Pyrénées-Atlantiques), en France, et décédé le 27 mai 1778 sur le fleuve Mississippi (États-Unis). Il est le fondateur de la ville de Saint-Louis.
Pierre Laclède se faisait aussi appeler Pierre Laclède Liguest.

## Biographie
Après une brève carrière militaire, il arriva à La Nouvelle-Orléans en 1755, voyageant pour son plaisir. Il était instruit et connu pour ses talents d’escrimeur. Pierre Laclède tomba amoureux de Marie-Thérèse Chouteau, que son mari avait abandonnée à La Nouvelle-Orléans avec son jeune fils. Il fit du garçon, René-Auguste Chouteau, son pupille et l’employa dans son bureau.
Laclède s’intéressa au commerce des fourrures et travailla avec Gilbert-Antoine de Saint Maxent, un négociant de La Nouvelle-Orléans. Tous deux reçurent du gouverneur de Louisiane (Nouvelle-Espagne), Jean-Jacques Blaise d'Abbadie le monopole du commerce des fourrures avec les Indiens du fleuve Mississippi et de son affluent, le Missouri. En 1763, Maxent envoya Laclède établir un comptoir au confluent des deux cours d’eau. 
Quittant La Nouvelle-Orléans en août 1763, Pierre Laclède et René-Auguste Chouteau remontèrent le Mississippi et atteignirent le point où il rencontre le Missouri en décembre. Mais les environs du confluent étaient trop marécageux pour y construire une ville. Ils choisirent un endroit plus approprié, situé 30 kilomètres en aval. Les travaux de construction commencèrent en 1764, dirigés par Auguste Chouteau.

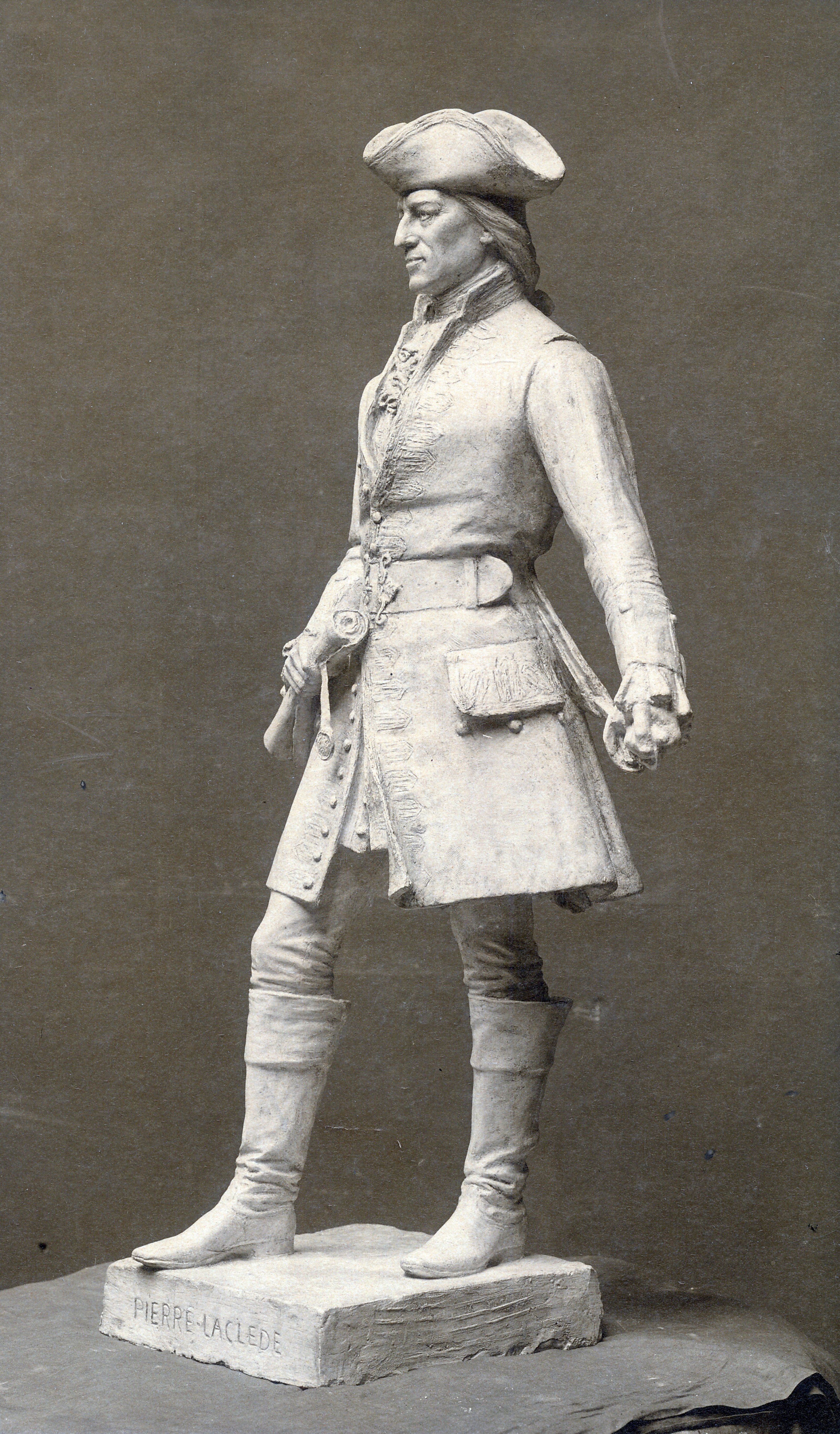

Laclède fit venir Marie-Thérèse Chouteau, avec qui il vivait en concubinage. Ils avaient eu quatre enfants : Jean-Pierre (1758), Marie-Pélagie (1760), Marie-Louise (1762), et Victoire (1764), cette dernière se mariera avec l'homme d'affaires Charles Gratiot. Tous les quatre furent baptisés comme enfants du mari légitime de madame Chouteau, René-Auguste Chouteau, qui vivait alors en France.
En 1769, Maxent et Laclède mirent fin à leur association. Laclède continua ses affaires avec René-Auguste Chouteau et Sylvestre Labbadie, mais il se retrouva bientôt couvert de dettes et en mauvaise santé. En 1777, il dut se rendre à La Nouvelle-Orléans pour tenter de redresser la situation. C’est au cours du voyage de retour à Saint-Louis qu’il mourut, le 27 mai 1778,  sur un bateau ancré à environ 8 kilomètres en aval d’Arkansas Post (Arkansas), sur le Mississippi. Il fut enterré dans une tombe anonyme.
Dans le centre de Saint-Louis, un quartier très animé en bordure du Mississippi porte le nom de Laclede's Landing, en son honneur. Un comté de l’État du Missouri s’appelle comté de Laclede (Laclede County).

## Sources
- Alexander N. Demenil, « The Chouteaus », Chronicles of Oklahoma, juin 1934.